# Chanteur florentin du XVe siècle

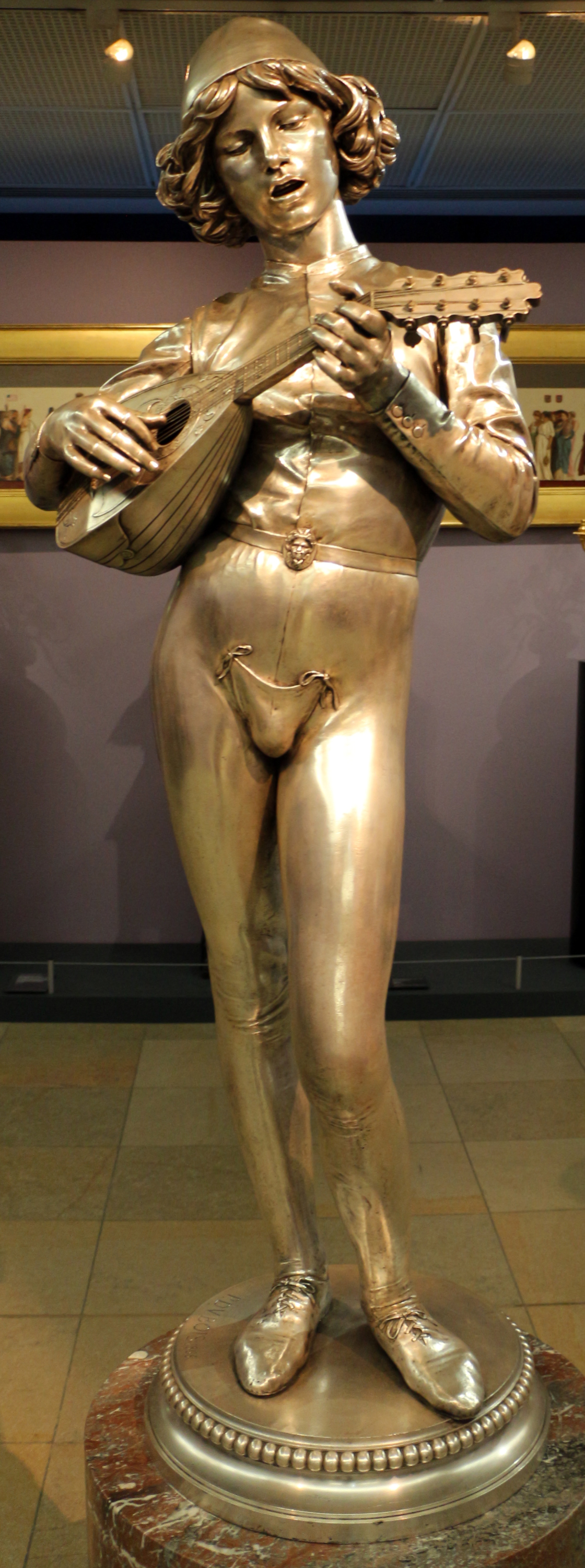
Paul Dubois, Chanteur florentin du XVe siècle (1865), bronze argenté, fonte Barbedienne, Paris, musée d'Orsay.

Chanteur florentin du XVe siècle est une statue pédestre de Paul Dubois (1829-1905), dont le modèle en plâtre remporta la médaille d'honneur au Salon de Paris, en 1865.
L'œuvre connut un très grand succès et fut fondue en plusieurs exemplaires de différentes dimensions par Ferdinand Barbedienne. L'exemplaire en bronze argenté a été acquis par l'État en 1866, et est conservé à Paris au musée d'Orsay. La statue fit également l'objet d'éditions en divers matériaux.

## Œuvre
La statue en pied représente un jeune homme jouant de la mandoline. Exécuté par Paul Dubois, le modèle original en plâtre fut exposé au Salon de 1865, où il remporta la médaille d'honneur, remise par le maréchal Jean-Baptiste Philibert Vaillant « au bruit des bravos, et des acclamations du public. ». Il est conservé depuis 1874 au musée des beaux-arts de Troyes.
L'État passe commande en 1865 et achète en 1866 un exemplaire en bronze argenté fondu par Ferdinand Barbedienne.
La Maison Barbedienne a exécuté des répliques de l'œuvre en bronze de différentes tailles. Des éditions ont également vu le jour en divers matériaux : plâtre, marbre et biscuit de Sèvres.
Enfin, plusieurs épreuves en plâtre ont été réalisées. On en trouve au musée des beaux-arts de Troyes et au musée Camille Claudel de Nogent-sur-Seine ; l'exemplaire du musée des beaux-arts de Rennes a quant à lui été détruit lors des bombardements alliés de 1945.
La lecture de cette œuvre peut être décomposée en deux parties au niveau de la ceinture. Le torse présente un grand nombre de détails avec les boutons, les drapés, la chevelure ou encore la mandoline, alors que les jambes sont traitées en volumes lisses et longilignes. L'œuvre, dans son ensemble, est vivante inspire la jeunesse et l'amour avec retenue.

## Style
Cette œuvre de style néo-florentin s'inscrit dans la lignée de représentations d'adolescents comme : 
- Jeune pêcheur napolitain jouant avec une tortue (1831-1833) de François Rude ;
- Jeune pêcheur dansant la tarentelle (1833) de Francisque Duret ;
- Le Pêcheur à la coquille (1858) de Jean-Baptiste Carpeaux.

## Réception critique
L'œuvre « qui a bien mérité » la médaille d'honneur, connut un grand succès auprès du public. Édouard Charton écrit que « les artistes lui ont tout d'une voix donné le prix, et leur jugement a été ratifié par l'assentiment du public tout entier. » Selon l'auteur, cette statue a ce que d'autres n'ont pas : « le charme et la vie ».
Louis de Laincel trouve que « le réalisme de l'œuvre est tel qu'il nous semble l'entendre chanter ».
Avant même de la voir, cette œuvre aurait inspiré François Coppée pour l'écriture de sa comédie Le passant,.
Ce florentin âgé d'environ 16 ans est coiffé d'un bonnet d'usage général chez les jeunes gens du XIVe siècle et XVe siècle. Des critiques pudibondes ont été émises quant à la décence des chausses dont-il est vêtu, quoique courantes au XVe siècle, car « elles laissent apercevoir toutes les formes sans exception ». Louis de Laincel décrit aussi cet habit qui « accuse toutes les formes […] au point de vue de la décence », de même qu'Alfred Nettement qui se dit lui-même choqué (tout comme l'autorité ecclésiastique) par « l'étrange costume [sic] ».

## Original, fontes et éditions

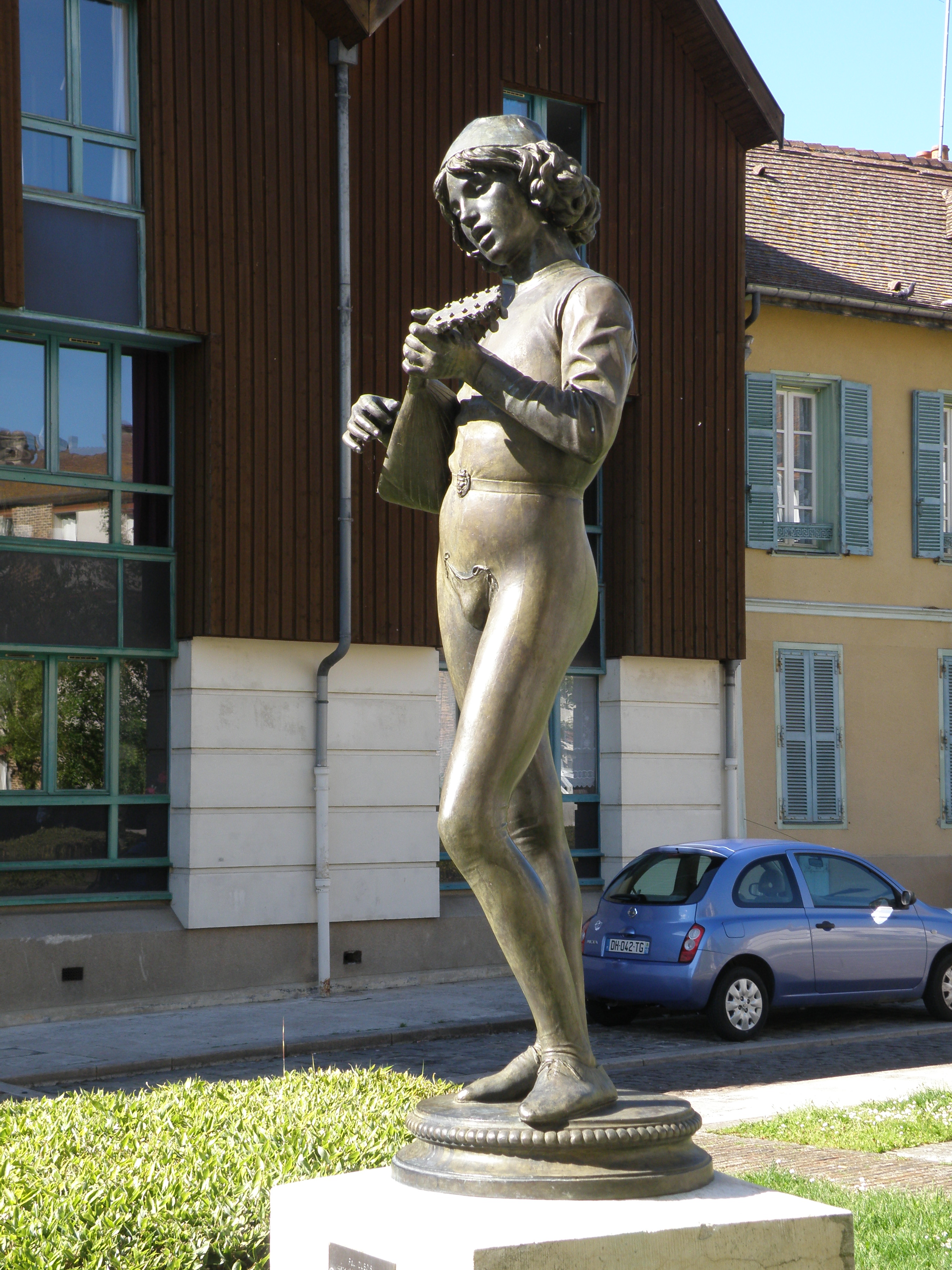
Paul Dubois, Chanteur florentin du XVe siècle, bronze, Troyes, place Saint-Nizier.

### Plâtre original
Le modèle en plâtre original, lauréat de la médaille d'honneur du Salon de 1865 où il a été exposé sous le no 2957, mesure 1,50 m de haut. Le plâtre est donc légèrement plus petit que le bronze argenté du musée d'Orsay. Il est signé à droite sur la terrasse : « P. Dubois 1865 ».
Il est conservé au musée des beaux-arts de Troyes, en dépôt, à partir de 1874.

### Bronze du musée d'Orsay
L'exemplaire conservé à Paris au musée d'Orsay mesure 1,55 m de haut, pour une largeur de 58 cm, et une profondeur de 50 cm. Il est en bronze argenté et est signé à gauche sur la terrasse : « P. Dubois 1865 » et « F. Barbedienne fondeur », à droite.
Affectations successives
- acquisition par l'État en 1866[4] ;
- conservé à Paris au palais du Louvre, dans les appartements du comte de Nieuwerkerke en 1866 ;
- conservé au musée du Luxembourg en 1871 ;
- conservé au musée du Louvre en 1920 ;
- conservé au musée d'Orsay en 1986.

### Éditions
Il existe plusieurs tirages et éditions de l'œuvre :
- deux bronzes à l'échelle 1/1, exécutés entre 1865[26] et 1866 (l'un chez Barbedienne, l'autre chez la princesse Mathilde) ;
- un autre bronze légèrement différent, exécuté en 1897 pour la Ny Carlsberg Glyptotek de Copenhague ;
- un marbre exécuté en 1869, non localisé ;
- des éditions en bronze par Barbedienne entre 1865 et 1953, en six grandeurs différentes, de 39 cm à 115 cm[10] ;
- des éditions en biscuit par la Manufacture de Sèvres à partir de 1903[27], en trois grandeurs de 29 cm à 70 cm[10]. Au minimum, 48 exemplaires ont été produits[27].